# Rüstringen (gouw)
Rüstringen (Nederlands, verouderd: Rustringen) was een oude Friese gouw, gelegen tussen het hedendaagse landkreis Friesland en de rivier de Wezer in het tegenwoordige Nedersaksen. Rüstringen hoorde bij de zogenoemde Friese gouwen, die Willehad overeenkomstig de voorschriften van Karel de Grote moest kerstenen. In 787 waren dat de gouwen Rustri (Rüstringen), Ostri (Östringen), Wanga (Wangerland) en Nordendi, dat in Nordi (Norderland) en Herloga (Harlingerland) werd opgedeeld.
Tegenwoordig resteert nog maar een deel van het oorspronkelijke gebied, met name het schiereiland Butjadingen. Het grootste deel van het historische Rüstringen is in de middeleeuwen door meerdere stormvloeden verdronken en lag waar nu de Jadeboezem ligt.

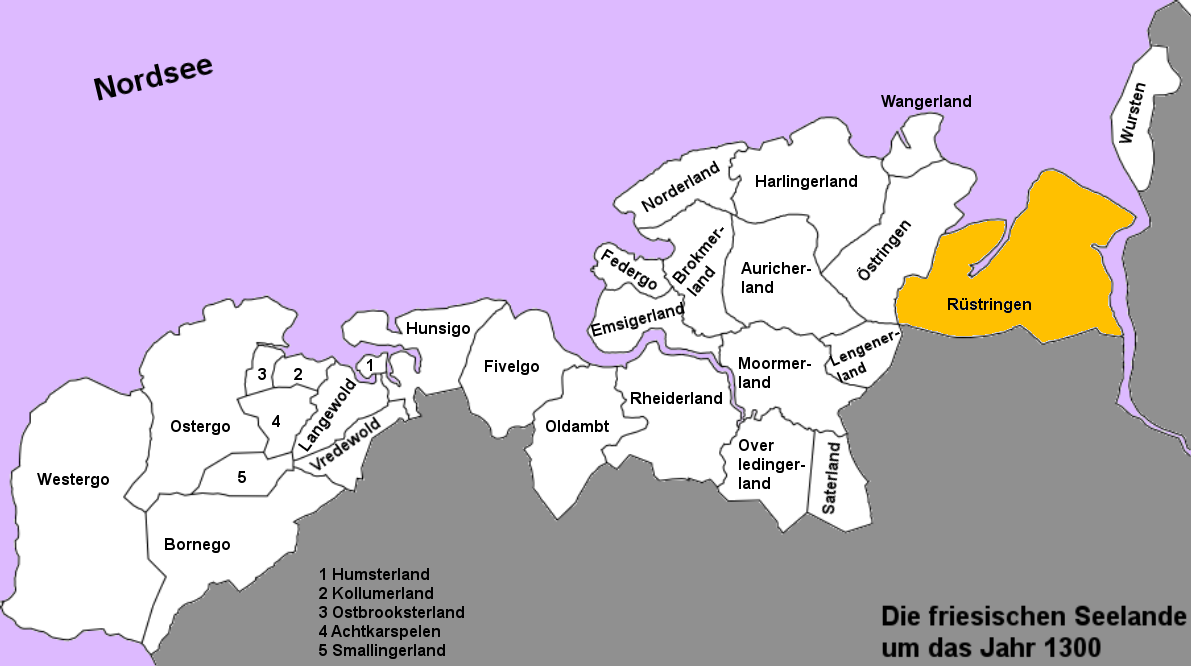
Ligging van Rustringen

De naam Rüstringen werd in het begin van de 20e eeuw gebruikt voor de stad die ontstond uit een fusie van drie gemeenten in Oldenburg, direct ten noorden van Wilhelmshaven. De stad Rüstringen ging in 1937 op in Wilhemshaven.